# 윌리엄 스미스 (지질학자)
윌리엄 스미스(William Smith, 1769년 ~ 1839년)는 영국의 지질학자이다. 산업 혁명의 진행에 따라 활발하게 진행되던 운하·항구·다리의 공사를 감독하는 동안, 지층과 화석을 연구하여 《지층학 원리》를 저술하였다. 1815년 잉글랜드·웨일스·스코틀랜드를 조사하여 영국의 지질도를 완성하였다. "영국 지질학의 아버지"로 불린다